# Les Barils
 Les Barils  là một xã thuộc tỉnh Eure trong vùng Normandie miền bắc nước Pháp.